# Alejandro Rodríguez Apolinario
Alejandro Rodríguez Apolinario, plus connu sous le nom de Apolinario, né le 1er octobre 1892 à La Laguna (îles Canaries, Espagne) et mort le 28 octobre 1972 à Madrid, est un footballeur espagnol des années 1910.

## Biographie
Apolinario joue avec la Real Sociedad Gimnástica de Madrid pendant la saison 1911-1912, au terme de laquelle le club est champion régional de Madrid et parvient en finale de la Coupe d'Espagne. Il perd la finale face au FC Barcelone. 
Lors de la saison 1912-1913, il est recruté par le FC Barcelone. Il est titulaire au Barça et remporte tous les titres en jeu : championnat de Catalogne, Coupe d'Espagne et Coupe des Pyrénées. En finale de la Coupe d'Espagne, il marque un des buts de la victoire (l'autre but est inscrit par José Berdié). 
La saison suivante, il rejoint l'Universitary SC.  
Pendant la Seconde République espagnole, il est candidat aux élections de février 1936 pour le parti du centre dans la province de Las Palmas mais il n'est pas élu.

## Palmarès
Avec le FC Barcelone :
- Vainqueur de la Coupe d'Espagne en 1913
- Vainqueur de la Coupe des Pyrénées en 1913
- Champion de Catalogne en 1913